# Historia del zoo

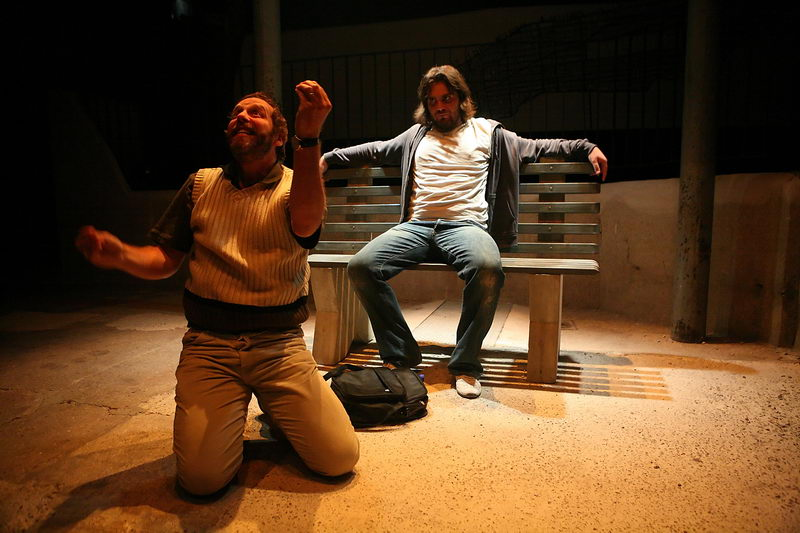
Escena de Historia del Zoo en el montaje de Kulturfabrik de Marc Baum en el año 2007.

Historia del zoo, también traducida como La historia del zoológico y El cuento del Zoo (The Zoo Story en su título original) es una obra de teatro en un acto del dramaturgo estadounidense Edward Albee, estrenada en 1958. 

## Argumento
Peter es un hombre de clase media, casado, con dos hijas, dos periquitos y gatos, que acude regularmente a relajarse leyendo en una banca del Central Park neoyorquino. Un domingo por la tarde es abordado por Jerry, un hombre que inesperadamente comienza una conversación con él. En esta conversación se puede notar un contraste respecto a la vida que ambos personajes han llevado. Peter por un lado es un editor de libros que nunca ha roto reglas y ha vivido una educación recta y conforme a lo que dice la sociedad: creció, eligió una carrera que le diera dinero, se casó y tuvo hijas. Por otro lado Jerry es un hombre que ha tenido una vida peculiar, su madre los abandonó a él y a su padre y después apareció muerta en un bar de Alabama cuando Jerry terminó el bachillerato. Él mismo menciona que jamás ve a las mujeres con las que tiene sexo más de una vez. 
Jerry narra la historia sobre el perro (que es una metáfora sobre lo complicadas que pueden llegar a ser las relaciones humanas) a Peter,  quien no entiende debido a la vida llena de obediencia, rectitud y represión que ha llevado.
Esta historia confronta a Peter y luego de una breve plática con Jerry llegan al grado de pelear por la banca del parque, pero esta pelea era más que eso, era una pelea bestial por la sobrevivencia, Jerry aparentemente lo amenaza con un cuchillo, pero en realidad está cediendole la navaja para poder pelear justamente. la oportunidad de que el instrumento sea atrapado por Peter. En ese acto, Jerry impulsa la mano de Peter hacia sí, clavándose de ese modo el arma. Peter escapa por voluntad de Jerry dejándolo morir.

## Representaciones destacadas
- Teatro Schiller, Berlín, 28 de septiembre de 1959. Estreno mundial. (Die Zoogeschichte)
  - Intérpretes: Kurt Buecheler (Peter) y Thomas Holtzmann (Jerry).

- Provincetown Playhouse, Nueva York, 1960.
  - Intérpretes: William Daniels, George Maharis.

- Teatro Valle-Inclán, Madrid, 1963.[1]
  - Dirección: William Layton.
  - Intérpretes: Juan Margallo, Juan Romera/Carlos Foretic.[2]

- Théâtre de Lutèce, París, 1965.
  - Dirección: Laurent Terzieff y Daniel Emilfork.
  - Intérpretes: Marcel Cuvelier, Yves Gasc.

- Billy Rose Theatre, Broadway, Nueva York, 1968.
  - Dirección: Alan Schneider.
  - Intérpretes: Donald Davis, Ben Piazza.

- Pequeño Teatro Magallanes, Madrid, 1971.[3]
  - Intérpretes: Antonio Llopis, José Carlos Plaza.

- Centro Cultural de la Villa, Madrid, 1978.[4]
  - Intérpretes: Mariano Redondo, José Luis Nicolás.

- Teatro María Guerrero, Madrid, 1991.
  - Dirección: William Layton.
  - Intérpretes: Chema Muñoz, José Pedro Carrión.[2]

- Teatro Lagrada, Madrid, 2003.
  - Dirección: José Carlos Plaza.
  - Intérpretes: Carlos Martínez-Abarca, Javier Ruiz de Alegría.[2]

- Foro Shakespeare, México, 2017.
  - Dirección: Víctor Weinstock.
  - Intérpretes: Bruno Bichir, Odiseo Bichir, Itari Marta.

- Teatro Lara, Madrid, 2018.
  - Dirección: José Carlos Plaza.
  - Intérpretes: Carlos Martínez-Abarca, Javier Ruiz de Alegría.[5]

- Teatro Público, Puerto Rico, 2021.[6]
  - Dirección: Ismanuel Rodríguez.
  - Intérpretes: Junior Álvarez, Ernesto Javier Concepción.[7]